# Statue-menhir de Cambaissy
La statue-menhir de Cambaissy, appelée aussi statue-menhir du Pioch, est une statue-menhir appartenant au groupe rouergat découverte à Fraisse-sur-Agout, dans le département de l'Hérault en France.

## Historique
La statue-menhir a été découverte en 1850 à une faible distance du hameau de Cambaissy. Elle avait été redressée une première fois en bord de route mais le ravinement du sol entraîna sa chute et elle demeura longtemps au sol subissant le piétinement des passants et des véhicules. Elle est inscrite monument historique au titre d'objet depuis le 28 décembre 2015.

## Description
La statue a été gravée dans une dalle de granite local. Elle mesure 1,67 m de hauteur sur 1,15 m de largeur et 0,32 m d'épaisseur. C'est une statue-menhir masculine. Elle a été gravée. Elle est dans un état complet mais très érodée. Les caractères anthropomorphes représentés sont le visage (yeux, nez), deux bras sans main et deux jambes sans pied. Le personnage porte un baudrier avec « l'objet » et une ceinture avec une boucle rectangulaire.